# Kîzîl

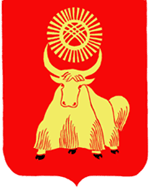

Kîzîl (în rusă Кызыл) este un oraș din Republica Tuva, Federația Rusă, cu o populație de 104.105 locuitori. Orașul Kîzîl este capitala Republicii Tuva. 